# Promonotus wilsoni
Promonotus wilsoni är en plattmaskart som först beskrevs av Stirewalt, Kepner och Ferguson 1940.  Promonotus wilsoni ingår i släktet Promonotus och familjen Monocelididae. Inga underarter finns listade i Catalogue of Life.